# Camellia pitardii
Camellia pitardii là một loài thực vật có hoa trong họ Theaceae. Loài này được Cohen-Stuart mô tả khoa học đầu tiên năm 1916.